# Camille Saint-Saëns
Charles Camille Saint-Saëns ([šárl kamíj sensáns], fr. /ʃaʁl ka.mij sɛ̃.sɑ̃s/), francoski skladatelj in pianist, * 9. oktober 1835, Pariz, † 16. december 1921, Alžir.

## Življenje in delo
Saint-Saënsu je v starosti treh mesecev umrl oče. Mati in njena sestra sta skrbeli zanj in po njuni volji se je začel pri dveh letih učiti igranja na klavir. Bil je čudežni otrok, njegova prva skladba je bila objavljena 22. marca 1839. Pri petih letih je prvič nastopil na recitalu, na katerem je spremljal (igral klavirski part) Beethovnove violinske sonate. Pri desetih naj bi obvladoval vseh 32 Beethovnovih klavirskih sonat na pamet.  
Pri šestnajstih je objavil (1853) svojo prvo simfonijo, ki je med skladatelji in kritiki doživela velik uspeh. Slavni Hector Berlioz je tedaj komentiral: »Il sait tout, mais il manque d'inexpérience« (Zna vse, vendar mu manjka neizkušenost). 
Kasneje je deloval kot organist v številnih cerkvah. Med letoma 1861 in 1865 je poučeval otroke. Leta 1875 se je oženil z Marie-Laure Truffot, vendar jo je čez 3 leta zapustil. Leta 1886 je objavil dve izmed najpopularnejših skladb: 3. simfonijo (»Orgelsko«) in »Le carneval des Animaux«, Živalski karneval. V njegov obsežni opus sodijo številna pomembna komorna in simfonična dela; 5 klavirskih koncertov, 5 simfonij (2 brez številčne oznake) in številne ostale simfonične skladbe (npr. Danse Macabre), 5 oper (med njimi morda najbolj slavna Samson in Dalila), balet, maše, oratoriji, komorna glasba. 
Umrl je za pljučnico leta 1921.